# Lyon megye (Kentucky)
Lyon megye az Amerikai Egyesült Államokban, azon belül Kentucky államban található. Megyeszékhelye és legnagyobb városa Eddyville. Lakosainak száma 8680 fő (2020. április 1.). Lyon megye Crittenden, Caldwell, Trigg, Marshall és Livingston megyékkel határos.

## Népesség
A megye népességének változása:
| Lakosok száma | 8320 | 8417 | 8449 | 8451 | 8306 | 8680 |
|               | 2010 | 2011 | 2012 | 2013 | 2015 | 2020 |